# 김승우 (1995년)
김승우(한국 한자: 金昇偶, 1995년 11월 6일 ~ )는 대한민국의 전 축구 선수이며, 포지션은 미드필더였다.